# Хоменциская-Дуже
Хоменциская-Дуже (пол. Chomęciska Duże) — деревня в Замойском повете Люблинского воеводства Польши. Входит в состав гмины Стары-Замость. Находится примерно в 11 км к северо-западу от центра города Замосць. По данным переписи 2011 года, в деревне проживало 649 человек.
В 1975—1998 годах деревня входила в состав Замойского воеводства.

## Население
Демографическая структура по состоянию на 31 марта 2011 года:
|         | Всего | До трудоспособного возраста | Трудоспособного возраста | Старше трудоспособного возраста |
| ------- | ----- | --------------------------- | ------------------------ | ------------------------------- |
| Мужчины | 335   | 75                          | 216                      | 44                              |
| Женщины | 314   | 69                          | 171                      | 74                              |
| Всего   | 649   | 144                         | 387                      | 118                             |